# Muntiacus vuquangensis
Il muntjak gigante (Muntiacus vuquangensis Do Tuoc, Vu Van Dung, Dawson, Arctander e Mackinnon, 1994), noto anche come muntjak dalle grandi corna, è la più grande specie di muntjak. Venne scoperto nel 1994 nel Distretto vietnamita di Vu Quang (Provincia di Ha Tinh) e nel Laos centrale ed è il parente più stretto del muntjak indiano.

## Descrizione
Come indica il nome, quello gigante è il muntjak di maggiori dimensioni: misura infatti fino a 67 cm di altezza al garrese e pesa 30–50 kg, dimensioni all'incirca doppie di quelle del muntjak indiano; proprio per questo motivo fu inizialmente posto in un genere creato appositamente per lui, Megamuntiacus. Il mantello è color marrone-arancio, con le ginocchia, l'attaccatura degli zoccoli e il sottocoscia bianchi. È molto somigliante agli altri muntjak, anche se la testa somiglia a quella di un cervo e le corna sono più grandi di quelle degli altri muntjak, essendo lunghe anche 30 cm e presentando due diramazioni: anch'esse, però, sono però ricoperte di pelo.

## Distribuzione e habitat
Il muntjak gigante vive nelle foreste sempreverdi montane di Laos e Vietnam, nonché nelle regioni orientali della Cambogia e sull'intera Catena Annamita.

## Biologia
Eccettuate le femmine con i piccoli, il muntjak gigante è una creatura solitaria, ma su di essa si sa ancora poco. Inoltre, la pratica dell'agricoltura taglia e brucia e la caccia ne hanno notevolmente ridotto il numero. In natura viene predato da tigri e leopardi.
Durante l'inondazione della Riserva laotiana di Nakai (Provincia di Khammouan), nel corso del Nam Theun 2 Multi-Purpose Project, ne vennero catturati, studiati e rilasciati nell'adiacente Area Protetta Nazionale di Nakai-Nam Theun 38 esemplari. In seguito, il monitoraggio di alcuni di questi animali muniti di radiocollare dimostrò che il trasferimento riuscì con successo.